# 细裂铁角蕨
细裂铁角蕨（学名：Asplenium tenuifolium）为铁角蕨科铁角蕨属下的一个种。

## 扩展阅读
- 維基物種上的相關：细裂铁角蕨